# Dionisio di Zante
Dionisio di Zante (Zante, 1547 – Zante, 1622) è stato un vescovo ortodosso greco, venerato come santo dalla Chiesa ortodossa e ricordato il 24 agosto e il 17 dicembre.

## Biografia
Proveniente da una famiglia veneziana, originaria della Normandia, appartenente all'aristocrazia locale dell'isola di Zante, non volle mai avvantaggiarsi della posizione familiare se non per aumentare la sua cultura ed approfondire i suoi studi. Dotato di straordinario intelletto già all'età di 21 anni era reputato un grande pensatore, conoscitore di molteplici lingue e provetto studioso di teologia; entrò nel monastero delle isole Strofadi, fu ordinato monaco nel 1577 da Gerasimo di Cefalonia (anch'esso poi dichiarato Santo) che lo ribattezzò col nome di Draganinos e donò le sue rilevanti ricchezze ai poveri dell'isola natia; espresse la volontà di partire in missione per la Terra Santa ma quando fu di passaggio al Pireo per imbarcarsi sulla rotta della Palestina, venne acclamato arcivescovo di Aegina entrando nell'episcopato di Atene col nome di Dionysios; di lì a poco aumentò la sua notorietà tanto che molti pellegrini in cerca delle sue benedizioni che venivano reputate miracolose ne accrebbero immensamente la sua popolarità. Nonostante le gratificazioni ed i sempre crescenti riconoscimenti ricevuti dal clero e dal popolo, chiese il permesso di abbandonare la fama acquisita e di rientrare nella tranquillità della sua isola natia dove si ritirò con austerità e dove morì per cause naturali all'età di 75 anni.

## Culto
Tra i molteplici miracoli a lui attribuiti c'è la preservazione del suo corpo dopo la morte. Il Santo mummificato viene portato in processione il 24 agosto di tutti gli anni nelle vie della città di Zante all'interno di una sfarzosa festa patronale che dura alcuni giorni.